# Alice Dumas
Pour les articles homonymes, voir Dumas.

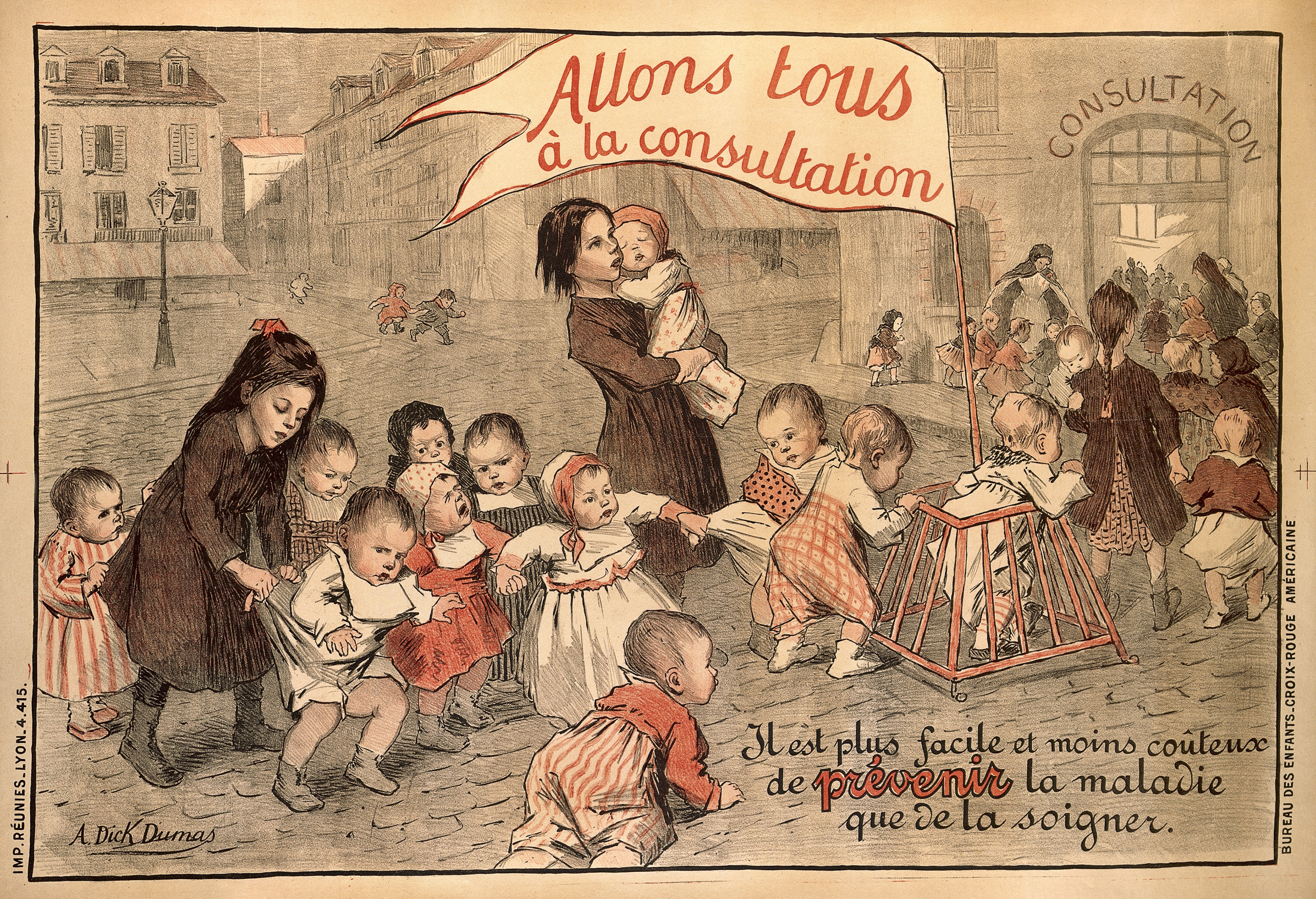
Illustration d'Alice Dick Dumas, Allons tous à la consultation

Alice Suréda connue sous le pseudonyme d' Alice Dick Dumas, née Alice Marie Dumas à Paris (10e arrondissement) le 4 janvier 1878 et morte à L'Arbresle le 11 novembre 1962, est une peintre miniaturiste et illustratrice française.

## Biographie
Élève de Fernand Pelez et de Eugène Carrière, elle expose au Salon des artistes français dès 1903 et y obtient une mention honorable en 1920. 
Elle est l'épouse d'André Suréda.